# Jacques Dumesnil
Pour les articles homonymes, voir Dumesnil.
Jacques Dumesnil né Marie Émile Eugène André Joly, le 9 novembre 1903 dans le 10e arrondissement de Paris et mort le 8 mai 1998 à Bron dans le Rhône, est un acteur et comédien de théâtre français. Parmi les films notables où il apparaît, on peut retenir Trois de la marine de Charles Barrois (1934), Lucrèce Borgia de Abel Gance (1935), Les Pirates du rail de Christian-Jaque (1937), Anna - (Anna) de Alberto Lattuada (1951), Ulysse - (Ulisse) de Mario Camerini (1954), Napoléon (1955) et Si Paris nous était conté (1956) de Sacha Guitry, En effeuillant la marguerite de Marc Allégret (1956) sans oublier Les Tontons flingueurs de Georges Lautner (1963), son ultime long-métrage de cinéma.

## Biographie

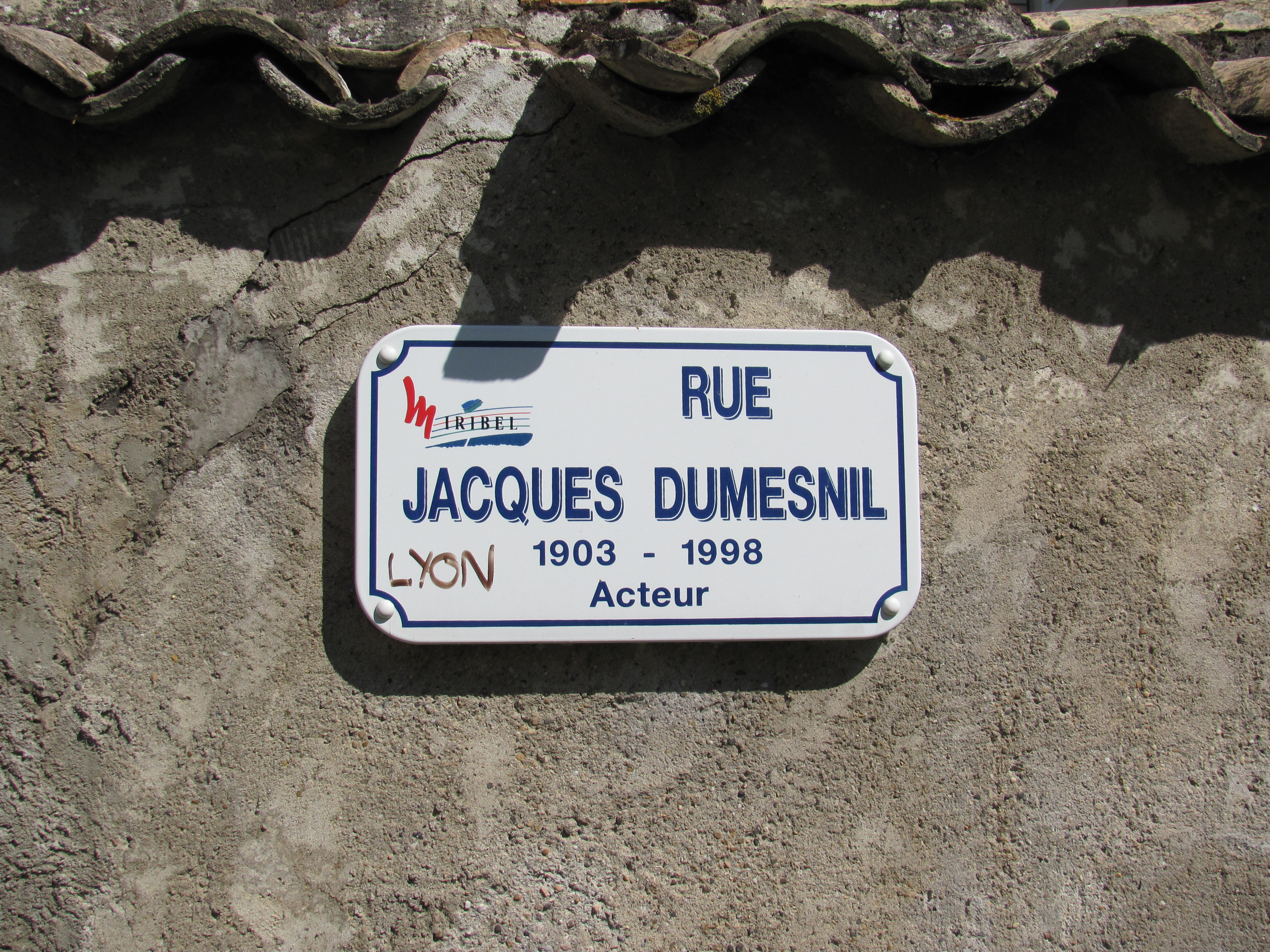
Rue Jacques-Dumesnil à Miribel.

Avant de devenir comédien, Jacques Dumesnil, fils de commerçants, a reçu une formation d'ingénieur mécanicien. Après avoir débuté comme secrétaire à l'école d'aviation, il devient dessinateur industriel, métier qu'il quitte pour se consacrer au théâtre.
Il prend pour pseudonyme Dumesnil en raison de l'admiration qu'il a pour l'acteur Camille Dumény.
Il débute comme chanteur fantaisiste dans un café situé à Paris place de l'Hôtel-de-Ville, il est payé en sandwiches et en verres de bières.
Il débute sur les planches en 1927 et partage sa carrière entre théâtre et cinéma. Ayant passé deux ans à la Comédie-Française, il a entre autres joué dans Les Tontons flingueurs et a assuré la voix française de Charlie Chaplin dans Monsieur Verdoux et Un roi à New York.

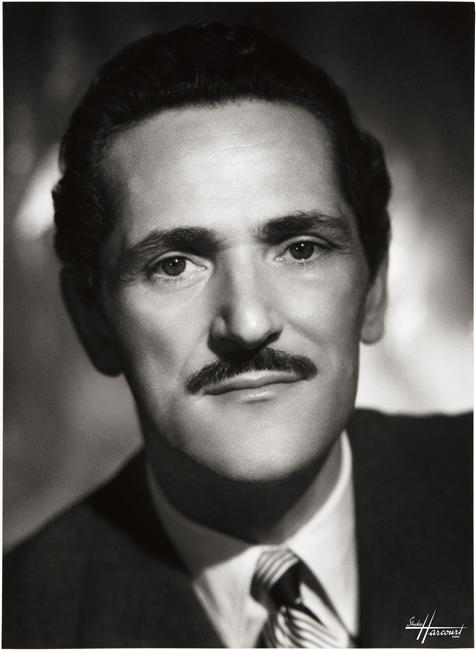
Jacques Dumesnil sous l'Occupation en 1943 (studio Harcourt).

Son rôle de duc de Plessis-Vaudreuil dans la série télévisée Au plaisir de Dieu, lui vaut un regain de popularité et le Sept d'or du meilleur comédien.
Jacques Dumesnil a un fils, Pierre, de son union avec Caroline Laugier (1900-1982).
Il meurt le 8 mai 1998 et est inhumé trois jours plus tard au cimetière de Miribel dans l'Ain, la ville où sa sœur Odette Joly avait été enseignante (une école maternelle de cette commune s'appelle d'ailleurs « école Odette-Joly ») et où il avait choisi de s'installer à la fin de sa vie. Depuis, une rue de Miribel porte également le nom de « rue Jacques-Dumesnil ».

## Filmographie

### Cinéma
- 1932 : Mon amant l'assassin de Solange Bussi
- 1932 : Danton de André Roubaud : Fabre d'Églantine
- 1932 : Rivaux de la piste de Serge de Poligny
- 1933 : Le Maître de forges de Fernand Rivers : le Duc Gaston de Bligny
- 1934 : L'Or de Karl Hartl et Serge de Poligny
- 1934 : La Belle de nuit, de Louis Valray : Jean Fournier
- 1934 : Trois de la marine de Charles Barrois : Stephen Warren
- 1934 : Le Roi des Champs-Élysées de Max Nosseck : un gangster
- 1935 : Un homme de trop à bord de Gerhard Lamprecht et Roger Le Bon
- 1935 : Lucrèce Borgia de Abel Gance : Giannino Sforza, duc de Milano
- 1936 : Le cœur dispose de Georges Lacombe
- 1936 : Bach détective de René Pujol
- 1936 : Puits en flammes de Victor Tourjansky
- 1937 : Les Pirates du rail de Christian-Jaque : Rolland
- 1938 : Prisons de femmes de Roger Richebé : L'avocat
- 1938 : Retour à l'aube de Henri Decoin
- 1939 : Derrière la façade de Georges Lacombe et Yves Mirande
- 1939 : Yamilé sous les cèdres de Charles d'Espinay
- 1939 : L'Homme du Niger  de Jacques de Baroncelli : lieutenant Parent
- 1940 : L'Empreinte du dieu de Léonide Moguy
- 1942 : Le Mariage de Chiffon de Claude Autant-Lara : Max de Bray
- 1942 : Boléro de Jean Boyer
- 1942 : La Fausse Maîtresse d’André Cayatte : Guy
- 1942 : Secrets de Pierre Blanchar : Pierre
- 1942 : Les Ailes blanches de Robert Péguy
- 1942 : Malaria de Jean Gourguet : Jean Barral
- 1943 : Graine au vent de Maurice Gleize
- 1943 : Service de nuit de Jean Faurez
- 1943 : Pierre et Jean d'André Cayatte
- 1943 : Le Bal des passants de Guillaume Radot
- 1945 : Le Père Serge  de Lucien Ganier-Raymond: Le prince Stéphane
- 1944 : La Grande Meute de Jean de Limur
- 1946 : Jeux de femmes de Maurice Cloche: Stanislas
- 1947 : Rumeurs de Jacques Daroy: Jean
- 1947 : Les Trafiquants de la mer  de Willy Rozier : Gardy
- 1947 : La Dernière Chevauchée de Léon Mathot : André
- 1949 : 56, rue Pigalle de Willy Rozier : Jean Vigneron
- 1949 : La Ferme des sept péchés de Jean-Devaivre : Paul Louis Courier
- 1950 : Julie de Carneilhan de Jacques Manuel
- 1951 : Anna - (Anna) de Alberto Lattuada
- 1953 : Ulysse - (Ulisse) de Mario Camerini - Alcinoos
- 1954 : Le Vicomte de Bragelonne (Il Visconte di Bragelonne) de Fernando Cerchio : d'Artagnan
- 1955 : Napoléon de Sacha Guitry : Jean-Baptiste Bernadotte
- 1956 : Si Paris nous était conté de Sacha Guitry : Richelieu
- 1956 : En effeuillant la marguerite de Marc Allégret : Général Dumont
- 1956 : Mitsou de Jacqueline Audry : Eugène
- 1957 : Le Septième Commandement de Raymond Bernard : Gilbert Odet
- 1957 : Toute la mémoire du monde - court métrage - de Alain Resnais - Narration uniquement
- 1958 : La P... sentimentale de Jean Gourguet : Monsieur Berger
- 1958 : La Vie à deux de Clément Duhour
- 1960 : Première Brigade criminelle de Maurice Boutel : Commissaire Masson
- 1960 : La Tricheuse de G. de Meyst : Armand Merville
- 1961 : La Planque  de Raoul André : Directeur
- 1961 : Les Amours célèbres de Michel Boisrond : Hans, le bourreau (segment "Agnès Bernauer")
- 1962 : Que personne ne sorte de Yvan Govar : Directeur de la police
- 1962 : Dossier 1413 de Alfred Rode -  Docteur Pira
- 1963 : Les Tontons flingueurs de Georges Lautner : Louis le Mexicain

### Télévision
- 1958 : Le Misanthrope : enregistrement télévisé de la pièce de Molière dans le texte original (Alceste), réalisation Bernard Dheran
- 1969 : Au théâtre ce soir : Affaire vous concernant de Jean-Pierre Conti, mise en scène Pierre Valde, réalisation Pierre Sabbagh, Théâtre Marigny : Bernu
- 1972 : L'inconnue du vol 141 de Louis Grospierre
- 1973 : Pour Vermeer de Jacques Pierre
- 1976 : Le Lauzun de la Grande Mademoiselle (téléfilm) : L'ex-surintendant Fouquet
- 1977 : Au plaisir de Dieu adaptation du roman de Jean d'Ormesson par Paul Savatier réalisée par Robert Mazoyer : Duc Sosthène de Plessis-Vaudreuil
- 1978 : Les Héritiers (série télévisée) épisode Le codicille
- 1980 : Les Enquêtes du commissaire Maigret, épisode : Maigret et l'ambassadeur de Stéphane Bertin : Armand de Saint-Hilaire d'après Maigret et les Vieillards de Georges Simenon.

## Théâtre

### Comédien
- 1928 : La Belle Aventure de Gaston Arman de Caillavet, Robert de Flers, Étienne Rey, Théâtre de l'Odéon
- 1928 : Amours de Paul Nivoix, Théâtre de l'Odéon
- 1930 : Boën ou la possession des biens de Jules Romains, mise en scène Alexandre Arquillière, Théâtre de l'Odéon
- 1931 : Le Roi masqué de Jules Romains, mise en scène Louis Jouvet, Théâtre Pigalle
- 1933 : Le Bonheur d'Henry Bernstein, mise en scène de l'auteur, Théâtre du Gymnase
- 1933 : Cette nuit-là… de Lajos Zilahy, mise en scène Lucien Rozenberg, Théâtre de la Madeleine
- 1934 : Une femme libre d'Armand Salacrou, mise en scène Paulette Pax, Théâtre de l'Œuvre
- 1935 : Margot d'Édouard Bourdet, mise en scène Pierre Fresnay, Théâtre Marigny
- 1936 : Un homme comme les autres d'Armand Salacrou, mise en scène Paulette Pax, Théâtre de l'Œuvre
- 1937 : Les Demoiselles du large de Roger Vitrac, mise en scène Paulette Pax, Théâtre de l'Œuvre
- 1937 : Les Borgia, famille étrange d'André Josset, mise en scène René Rocher, Théâtre du Vieux-Colombier
- 1938 : L'Homme de nuit de Paul Demasy, mise en scène Paulette Pax, Théâtre de l'Œuvre
- 1940 : Histoire de rire d'Armand Salacrou, mise en scène Alice Cocéa, Théâtre de la Michodière
- 1941 : Sébastien de François Jeantet, mise en scène Camille Corney, Théâtre de l'Œuvre
- 1941 : Marché noir de Steve Passeur, mise en scène Camille Corney, Théâtre Edouard VII
- 1942 : Une jeune fille savait d'André Haguet, mise en scène Louis Ducreux, Théâtre des Bouffes Parisiens
- 1944 : Un homme comme les autres d'Armand Salacrou, mise en scène Jean Wall, Théâtre Saint-Georges
- 1947 : Un homme comme les autres d'Armand Salacrou, mise en scène Jean Wall, Théâtre Saint-Georges
- 1949 : Une femme libre d'Armand Salacrou, mise en scène Jacques Dumesnil, avec Sophie Desmarets, Yves Robert, Théâtre Saint-Georges
- 1949 : Nuit des hommes de Jean Bernard-Luc, mise en scène André Barsacq, Théâtre de l'Atelier
- 1950 : Clérambard de Marcel Aymé, mise en scène Claude Sainval, Comédie des Champs-Élysées
- 1952 : La Feuille de vigne de Jean-Bernard Luc, mise en scène Pierre Dux, Théâtre de la Madeleine
- 1953 : La Feuille de vigne de Jean Bernard-Luc, mise en scène Pierre Dux, Théâtre des Célestins
- 1953 : Le Voyageur sans bagage de Jean Anouilh, mise en scène Georges Pitoeff, Théâtre des Célestins
- 1954 : Affaire vous concernant de Jean-Pierre Conty, mise en scène Pierre Valde, Théâtre de Paris
- 1954 : Clérambard de Marcel Aymé, mise en scène Claude Sainval, Comédie des Champs-Élysées
- 1955 : L’Amour fou ou la première surprise d'André Roussin, mise en scène de l'auteur, Théâtre de la Madeleine
- 1957 : Les Voyageurs égarés de Guillaume Hanoteau, mise en scène Véra Korène, Théâtre de la Renaissance
- 1957 : Faust de Goethe, mise en scène Gaston Baty, Théâtre Montparnasse
- 1958 : Clérambard de Marcel Aymé, mise en scène Claude Sainval, Comédie des Champs-Élysées
- 1958 : Tartuffe de Molière, mise en scène Louis Seigner, Comédie-Française
- 1958 : Un homme comme les autres d'Armand Salacrou, mise en scène Jacques Dumesnil, Comédie-Française
- 1959 : Cyrano de Bergerac d'Edmond Rostand, mise en scène Jean Le Poulain, Théâtre des Célestins, Festival de Bellac
- 1961 : Clérambard de Marcel Aymé, mise en scène Claude Sainval, Comédie des Champs-Élysées
- 1961 : Gorgonio de Tullio Pinelli, mise en scène Claude Sainval, Comédie des Champs-Élysées
- 1962 : Édouard mon fils de Robert Morley et Noel Langley, mise en scène Maurice Guillaud, Théâtre Montansier
- 1964 : Edouard mon fils de Robert Morley et Noel Langley, mise en scène Maurice Guillaud, Théâtre Montparnasse
- 1964 : Césaire ou la puissance de l'esprit de Jean Schlumberger, mise en scène Jean-Paul Cisife, Théâtre des Mathurins
- 1966 : Don Juan aux enfers de George Bernard Shaw, mise en scène Raymond Gérôme, Théâtre de la Madeleine
- 1967 : Les Mal Aimés de François Mauriac, mise en scène de Julien Bertheau, Théâtre de Lille, avec Annie Sinigalia et Pascale Audret (Assistant mise en scène : Charles Tordjman)
- 1969 : Quoat-Quoat de Jacques Audiberti, mise scène Georges Vitaly, Théâtre des Célestins
- 1970 : Egmont de Goethe, mise en scène Marcelle Tassencourt, Théâtre de la Gaité-lyrique
- 1972 : Les Frères Karamazov de Fiodor Dostoïevski, mise en scène Georges Vitaly, Théâtre Graslin
- 1972 : Le Cid de Corneille, mise en scène Michel Favory, Théâtre des Célestins
- 1972 : Le Jour le plus court de Jean Meyer, mise en scène de l'auteur, Théâtre des Célestins
- 1976 : Le Médecin malgré lui de Molière, mise en scène Jean Meyer, Théâtre des Célestins, Théâtre de Boulogne-Billancourt
- 1978 : Britannicus de Racine, mise en scène Marcelle Tassencourt, Festival de Versailles
- 1978 : L'Avocat du diable de Dore Schary, mise en scène Marcelle Tassencourt, Théâtre Montansier
- 1979 : L'Avocat du diable de Dore Schary, mise en scène Marcelle Tassencourt, Théâtre Tristan Bernard

### Metteur en scène
- 1949 : Une femme libre d'Armand Salacrou, Théâtre Saint-Georges
- 1950 : Pourquoi pas moi d'Armand Salacrou, Théâtre Édouard VII
- 1952 : Beaufils et fils de Raoul Praxy, Théâtre de la Potinière
- 1958 : Un homme comme les autres d'Armand Salacrou, Comédie-Française

## Doublage
- Charlie Chaplin dans :
  - Monsieur Verdoux (1947) : Henri Verdoux
  - Les Feux de la rampe (1952) : Calvero
  - Un roi à New York (1957) : Le Roi Shahdov
- Ronald Colman dans :
  - L'homme qui a fait sauter la banque (1936) : Paul Gallard
  - Sous deux drapeaux (1936) : Sergent Victor
- William Powell dans :
  - La Baronne et son valet (1938) : Johann Porok

## Distinctions

### Décorations
- Officier de la Légion d'honneur
- Commandeur de l'ordre des Arts et des Lettres Il est promu à ce grade le 23 octobre 1986[6].

### Récompenses
- 1978 : Sept d'or de meilleur comédien de série ou feuilleton pour Au plaisir de Dieu.